# Jonne Aaron
Jonne Aaron Liimatainen (jon-ne a:-ron li:-ma-tai-nen) es un cantante finlandés que forma parte de la banda de glam rock Negative.

## Biografía
Nació el 30 de agosto de 1983 en Tampere, Finlandia bajo el nombre de Jonne Aaron Liimatainen. Tiene 2 hermanos uno menor su nombre, Ville Liimatainen (vocalista de flinch) y Tomi Liimatainen es mayor que el y el mánager de la banda (Negative). En 1997 junto con sus amigos Jay (Slammer), Antti (Anatomy) , Kristian (Sir Christus) Y Lauri (Larry Love)formaron "Negative".
- Datos: Q1101470
- Multimedia: Jonne Aaron / Q1101470